# Lars Gripenwaldt
Lars Gripenwaldt, före adlandet 1675 Greiff,  född 1659, var en svensk militär.

## Biografi
Lars Gripenwaldt föddes 1659. Han var son till överkommissarien Per Gripenwaldt och Margareta Spalding. Gripenwaldt blev militär i holsteinsk tjänst och tjänstgjorde där som brigadjär och generalmajor.

### Familj
Gripenwaldt var gift och fick barnen Hans Gripenwaldt, ryttmästaren Jakob Gripenwldt (död 1709) vid Skånska kavalleriregementet och en dotter som var gift med överstemarskalken Carl Marderfelt.